# Вавжинець Тессейр
Вавжи́нєц Те́ссейр (пол. Wawrzyniec Teisseyre, 10 серпня 1860, Краків — 2 квітня 1939, Львів) — польський вчений французького походження у галузі геології. Доктор філософії (1885). Член-кореспондент Польської АН (1935). 

## Життєпис
Народився 10 серпня 1860 року в м. Краків (нині Малопольське воєводство, Польща).
Закінчив гімназію у м. Тернопіль (зокрема, в 1876 році закінчив VI клас, у 1878 році був учнем VIII-го, його однокласником був Євген Олесницький), навчався у Львівському та Віденському (Австрія) університетах. До 1877 року працював асистентом у Яґеллонському університеті (м. Краків). За завданням Фізіографічної Комісії Польської Академії знань здійснив наукові дослідження на теренах Поділля, де з'ясовував питання стратиграфії та умов формування міоценових відкладів (зокрема Подільських Товтр). Від 1891 року працював на посаді доцента кафедри палеонтології Львівського університету. Після 1-ї світової війни — віце-директор Державного геологічного інституту в м. Варшава (Польща). Від 1925 року — професор, від 1935 — професор титулярний «Львівської Політехніки». Від 1920 року — Член-кореспондент Польської АН. 
Автор більше 80 наукових праць, зокрема, праці з геології й тектоніки Поділля, Карпат і Прикарпаття (зона Т-Т).
Помер 2 квітня 1939 року у Львові. Похований на полі № 42 Личаківського цвинтаря.